# Grupa „Stryj”
Grupa „Stryj” (odcinek „Stanisławów”, grupa gen. Dembińskiego) – grupa taktyczna Wojska Polskiego improwizowana w czasie kampanii wrześniowej 1939 roku.

## Historia Grupy „Stryj”
10 września 1939 roku w Łucku minister spraw wojskowych, generał dywizji Tadeusz Kasprzycki polecił dowódcy Taborów i szefowi Remontu Ministerstwa Spraw Wojskowych, generałowi brygady Stefanowi Dembińskiemu zorganizowanie odcinka „Stanisławów”, od Dniestru do Sławska. Wieczorem, w Dowództwie Okręgu Korpusu Nr VI we Lwowie, generał broni Kazimierz Sosnkowski sprecyzował zadanie dla generała Dembińskiego, który miał zamknąć kierunek Stryj – Stanisławów dla osłony połączeń z Rumunią. Od 12 do 17 września Kwatera Główna Grupy „Stryj” znajdowała się we wsi Bereźnica.
17 września 1939 roku, po agresji ZSRR na Polskę Grupa otrzymała rozkaz odwrotu na Węgry. Tego samego dnia Grupa wyszła z podporządkowania dowódcy Okręgu Korpusu Nr X. Grupa liczyła wówczas 7965 żołnierzy w tym 301 oficerów, 182 podchorążych, 1016 podoficerów i 6466 szeregowców.
21 września 1939 roku na południe od wsi Klimiec pozostałości Grupy „Stryj” przekroczyły granicę polsko-węgierską. Następnego dnia po południu Grupa zebrała się w koszarach w Mukaczewie. Tam 23 września 1939 roku Grupa została rozbrojona. Dzień później Grupa „Stryj” przestała istnieć. Szeregowcy, z dwoma oficerami na każdą kompanię, zostali skierowani do obozów internowanych. Podobnie oficerowie młodsi, natomiast oficerowie sztabowi zostali skierowani do Balatonföldvár. Generał Dembiński z majorem Kamionką i rotmistrzem Sałaszem udał się do Budapesztu „dla zorganizowania, w porozumieniu z naczelnymi władzami węgierskimi, Inspektoratu Obozów Internowanych Żołnierzy Polskich”.

## Organizacja Grupy „Stryj”
- Dowództwo Grupy „Stryj”

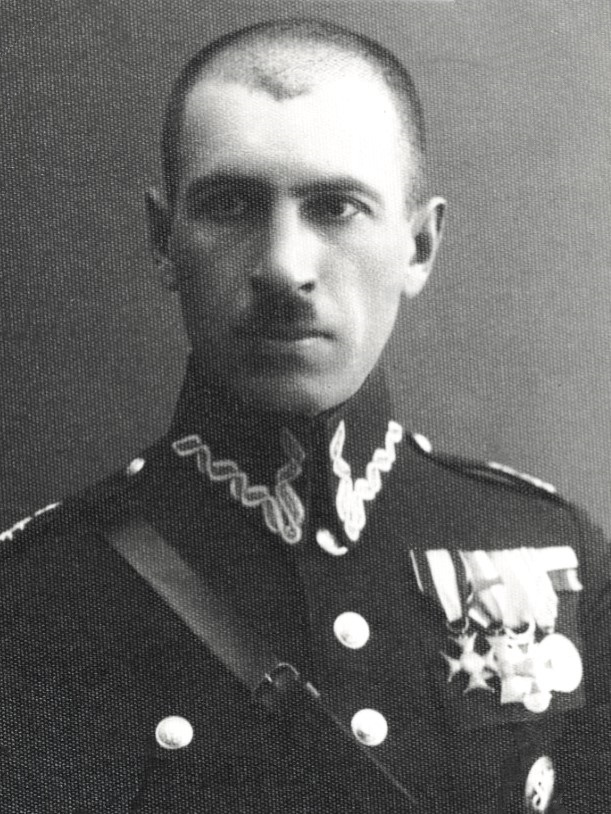
Tadeusz Brąglewicz (przed 1934)

- Pułk „Szeląg” – ppłk Józef Szeląg (zastępca dowódcy 49 pp)
- Pułk „Brąglewicz” – ppłk Tadeusz Brąglewicz (dowódca Ośrodka Zapasowego 11 Karpackiej Dywizji Piechoty)
- Pułk Obrony Narodowej – mjr Władysław Welz (dowódca Stanisławowskiego Batalionu ON)
- Grupa „Drohobycz” – ppłk Ludwik Dudek
- Improwizowany Pułk Ośrodka Zapasowego 21 Dywizji Piechoty Górskiej – ppłk Zygmunt Bezeg
  - dowódca batalionu – kpt. piech. Józef V Lewandowski[6]
- Pułk Marszowy Podolskiej Brygady Kawalerii – ppłk Włodzimierz Gilewski
- Oddział Policji Państwowej – ppłk Karol Wisłouch
- Oddział Rozpoznawczy – por. Alojzy Bukowski

## Obsada personalna Dowództwa Grupy „Stryj”
- dowódca grupy – gen. bryg. Stefan Jacek Dembiński,
- zastępca dowódcy grupy – płk dypl. piech. Witold Wartha,
- oficer do zleceń – rtm. rez. Kazimierz Barwicki,
- szef sztabu – mjr dypl. kaw. Wacław Kamionko,
- oficer operacyjny – rtm. Stanisław Alexandrowicz,
- oficer informacyjny – mjr Witold Świda,
- kwatermistrz – mjr dypl. piech. Władysław Dec,
- dowódca saperów – ppłk sap. Jan Wańkowicz,
- dowódca łączności – kpt. Julian Winiarz,
- szef służby duszpasterskiej – ks. kapelan Wojciech Wróbel,
- komendant Kwatery Głównej – rtm. Zygmunt Sałasz[7].